# 哈瑪星
- 高雄市 > 鼓山区 > 哈瑪星
- 高雄の歴史 > 高雄港 > 哈瑪星

哈瑪星（はません）は台湾高雄市鼓山区にある地名で、正式な住所地名ではなく現在の五福四路と旧高雄臨港線（廃線）の交差する踏切より南側、鼓山漁港、漁市場まで、東端は旧高雄港駅一帯の高雄臨港線貨物支線の線路まで、西は哨船頭の東側のエリアを俗称したもの。

## 歴史

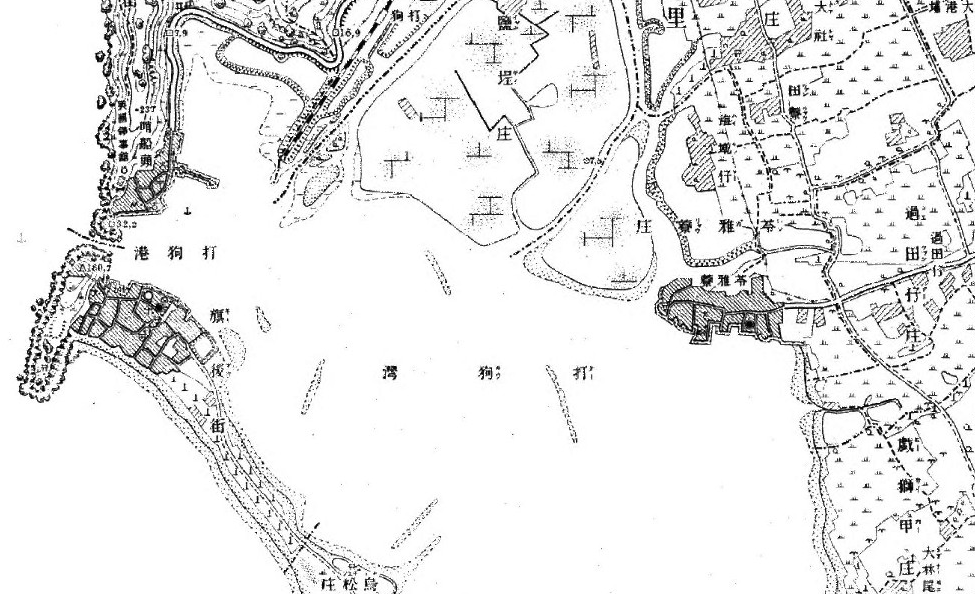
埋立前の高雄港一帯（1904年）

哈瑪星は元は海域で日本統治時代に台湾総督府当局が打狗港（現高雄港）の航路確保のため港口を浚渫した。1900年に縦貫線（後の屏東線、高雄臨港線）の「打狗停車場」（初代打狗駅すなわち高雄駅、後の高雄港駅）が設置され、1908年に打狗港築港第一期が始まり浅野財閥の浅野総一郎が台湾総督府から認可を得て埋立地造成事業を開始、新生地は「浅野埋立地」、または「台湾地所埋立地」 と呼ばれた。埋立地エリアはその後都市計画により道路網構築と区画整備がなされ官公庁や金融機関、工場が立ち並んだ。隣接する鹽埕町（現鹽埕区）とともに市内有数の繁華街へと変貌し、1918年ごろには従来の旗後（旗津）、哨船町（哨船頭）に取り変わって地方行政の中心となった。
「哈瑪星」の呼称は打狗駅から南西・南東方向に2本の貨物支線が高雄港や漁港、漁市場、倉庫街へ伸びていたことから、当時の駐在日本人が日本語でこれらを「濱線」（はません、Hamasen）と俗称するようになったことが由来で、当時の台湾人居住者もこの埋立地一帯を高雄訛りの台湾語でそのまま音訳して別の漢字をあてた「哈瑪星」（Há-má-seng）と呼び始めたことが名残となって現在も使われている。なお国語での読みは「ハマシン（Hāmǎsīng）」だが、英語表記も含めて台湾語由来の音が優先されている。
日本統治時代の行政地区では埋立地として造成された寿町、新浜町、湊町に相当する。駅北側、線路の西の「山下町1丁目」、駅前西側と南側の魚市場までの支線沿いの「新浜町1-2丁目」、駅西側の西子湾隧道入口前、哈瑪星第一船渠の東側の「湊町1-5丁目」に大別される。新浜町の港湾地区から船着場周辺の魚市場までは貨物専用線が整備され、鮮魚列車が運行されていた。日本語での「濱線」の俗称は駅とその周辺の新浜町のみを指していたが、この地域の産業は大部分が港湾と濱線と密接不可分な関係であり、後に台湾人が哈瑪星と呼ぶエリアは新浜町だけでなく寿町や湊町を含む「浅野埋立地」すなわち現鼓山区南部一帯を指すようになった。現在も複数の村里（台湾の村里）を纏めた行政上の総称として使われることがあるが、一般的には初期の埋立地エリア内と認知されている。
- 新浜町（新濱町）：麗興里、維生里に相当。
- 寿町（壽町）：寿山山麓の鼓岩里、興宗里、峰南里一帯と桃源里南部に相当。
- 湊町：寿山里、恵安里、延平里、新民里に相当。

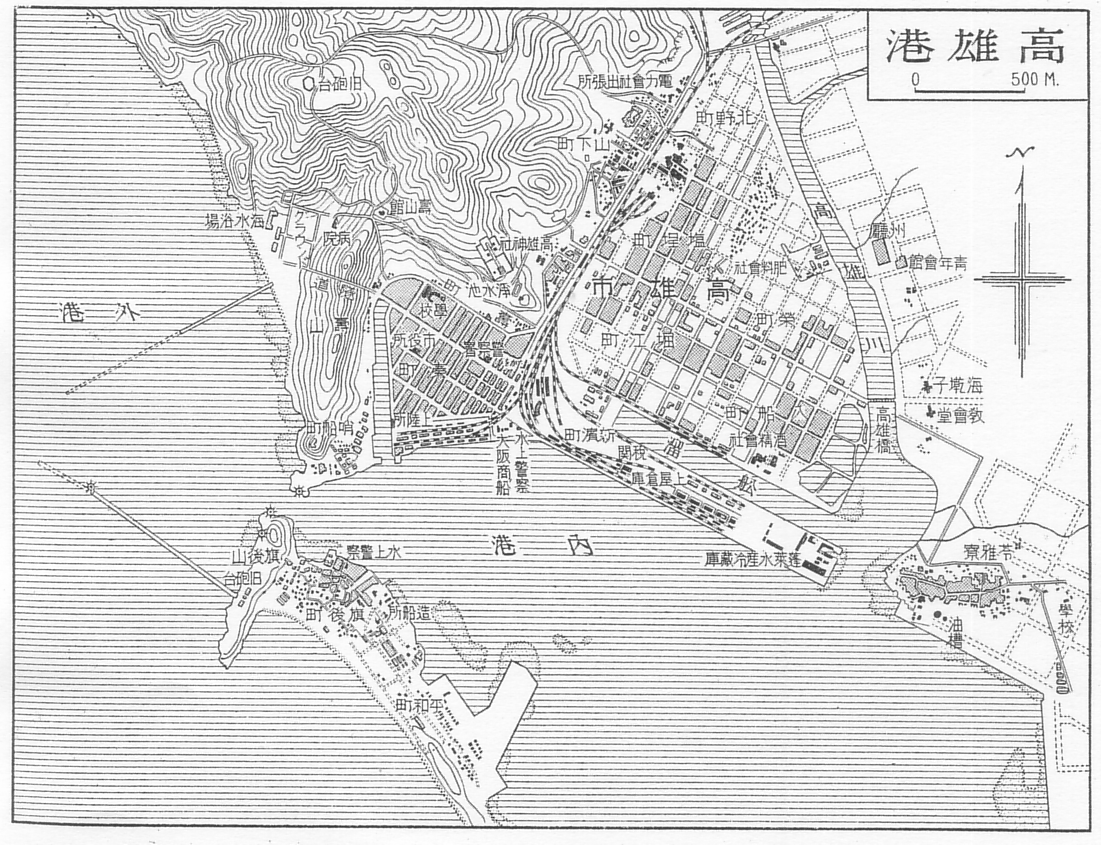
1930年の行政区分入り地図

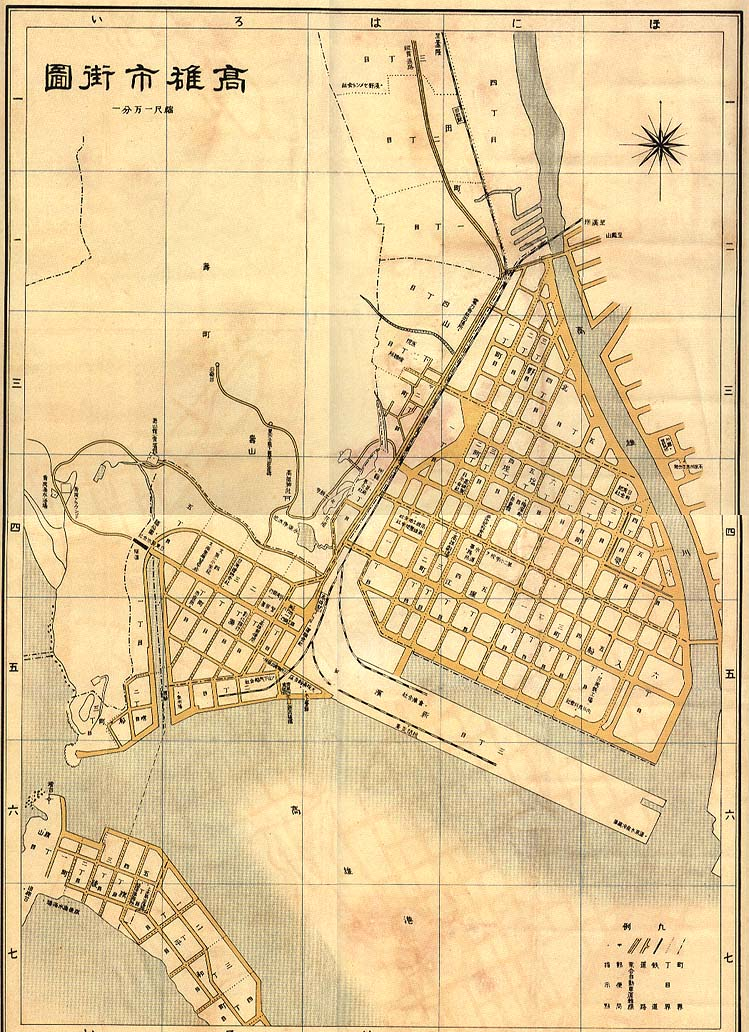
1935年の高雄港一帯地図

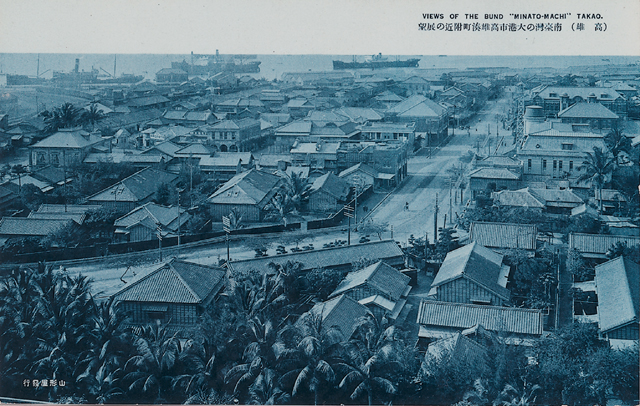
日本統治時代の湊町一帯の風景
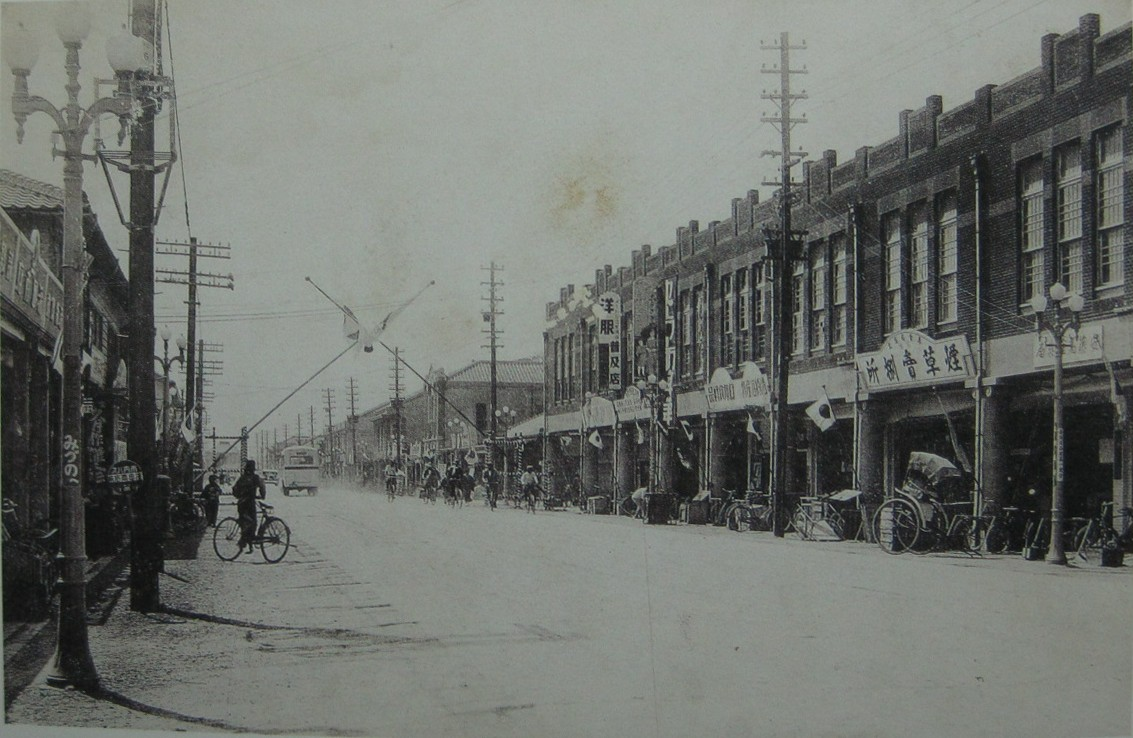
山下町通

### 公共施設
1924年時点で新浜町（岸壁含む）と湊町で全体の40%を占めていた。
| 公共施設（1924年時点）           | 落成時期                 | 場所   |
| 台湾総督府土木局高雄出張所       | 1908年(明治41年)7月30日  | 旗後町 |
| 高雄灯台                         | 1895年(明治28年)10月     | 旗後町 |
| 高雄第一公学校                   | 1897年(明治30年)6月14日  | 平和町 |
| 高雄臨時開港検疫所               | 1916年(大正5年)10月10日  | 哨船町 |
| 台南憲兵分隊高雄駐在所           | 1919年(大正8年)５月10日  | 哨船町 |
| 高雄停車場                       | 1900年(明治33年)11月     | 新浜町 |
| 高雄米穀検査所                   | 1905年(明治38年)5月      | 新浜町 |
| 台湾総督府税関支署               | 1895年(明治28年)10月29日 | 岸壁   |
| 台湾総督收税官吏高雄出張所       | 1914年(大正3年)4月10日   | 岸壁   |
| 台南供託局高雄出張所             | 1922年(大正11年)4月      | 岸壁   |
| 高雄郡役所                       | 1920年(大正9年)9月1日    | 湊町   |
| 高雄郵便局                       | 1896年(明治29年)         | 湊町   |
| 高雄街役場                       | 1920年(大正9年)9月1日    | 湊町   |
| 高雄高等女学校                   | 1924年(大正13年)4月      | 湊町   |
| 高雄第一小学校                   | 1907年(明治40年)5月24日  | 湊町   |
| 高雄州庁                         | 1920年(大正9年)9月1日    | 山下町 |
| 台湾総督府中央研究所高雄検糖支所 | 1920年(明治45年)4月1日   | 山下町 |
| 台湾総督府高雄医院               | 1920年(大正３年)6月2日   | 山下町 |
| 総督府鉄道部高雄事務所           |                          | 山下町 |
| 台南専売支局高雄出張所           | 1922年(大正11年)4月      | 堀江町 |
| 植物検査所高雄分所               | 1921年(大正10年)9月      | 堀江町 |
| 高雄第二小学校                   | 1922年(大正11年)5月18日  | 堀江町 |
| 高雄中学校                       | 1922年(大正11年)4月      | 三塊厝 |
| 高雄第三公学校                   | 1921年(大正10年)7月1日   | 三塊厝 |
| 高雄第二公学校                   | 1907年(明治40年)7月22日  | 苓雅寮 |

### 企業・工場
1924年時点で高雄への新規進出企業のうち新浜町には13社（31%）、湊町には11社（26.1%）で全体の6割弱を占めていた。
| 高雄所在の各種会社、工場一覧表（1924年） |                                            |        |
| 会社および工場                           | 営業項目                                   | 所在地 |
| 富重造船鐵工所                           | 造船鐵工所                                 | 旗後町 |
| 荻原造船鐵工所                           | 造船鐵工所                                 | 旗後町 |
| 打狗整地株式会社                         | 土地買売、借貸業務、現鹽埕区の土地埋立事業 | 哨船町 |
| 台湾銀行出張所                           |                                            | 哨船町 |
| 大阪商船株式会社高雄支店                 | 船舶運輸業                                 | 新浜町 |
| 本田合名会社                             | 煤炭販売                                   | 新浜町 |
| 山下汽船礦業株式会社台湾支店高雄出張所   | 海運業、礦業其他                           | 新浜町 |
| 台湾商工銀行高雄支店                     |                                            | 新浜町 |
| 三十四銀行高雄支店（三和銀行高雄支店）   |                                            | 新浜町 |
| 台湾運輸株式会社                         | 海陸運輸業                                 | 新浜町 |
| 三井物産株式会社台南支店高雄出張員       | 近海郵船代理店                             | 新浜町 |
| 台南新報社高雄支局                       |                                            | 新浜町 |
| 日東商船組                               | 海陸運輸業                                 | 新浜町 |
| 二郵組                                   | 船内労働力供給                             | 新浜町 |
| 高雄労動需給組合                         | 労働力提供                                 | 新浜町 |
| 商会高雄出張所                           | 貿 易 商                                   | 新浜町 |
| 台湾倉庫株式会社高雄支店                 | 倉庫及運輸業                               | 新浜町 |
| 高雄商事株式会社                         | 煤炭販売                                   | 湊町   |
| 高雄製船鐵工株式会社及工場               | 造船鐵工                                   | 湊町   |
| 台湾地所建物株式会高雄出張所             | 土地買売、借貸業務                         | 湊町   |
| 台湾銀行高雄支店                         |                                            | 湊町   |
| 彰化銀行高雄支店                         |                                            | 湊町   |
| 台湾日日新報社高雄駐在員                 |                                            | 湊町   |
| 台湾新聞報社高雄出張所                   |                                            | 湊町   |
| 葛原冷蔵株式会社高雄出張所               | 冷凍魚撈業、製冰業、冷蔵業                 | 湊町   |
| 南部製酒株式会社                         | 酒精製造                                   | 湊町   |
| 台湾海陸産業株式会社高雄出張所           | 漁業、漁市                                 | 湊町   |
| 安藤商会高雄支店                         | 石油代理店                                 | 湊町   |
| 日東製冰会社高雄營業所及工場             | 冰之製造、販売                             | 山下町 |
| 台湾電力株式会社高雄出張所及發電所       | 電氣供給                                   | 山下町 |
| 台南新報高雄支局高雄印刷所               | 活版、石版印刷                             | 山下町 |
| 浅野セメント台湾支店・工場               | 水泥製造、販売                             | 田町   |
| 株式会社台湾鐵工所及工場                 | 製糖機械製造                               | 入船町 |
| 塩水港製糖株式会社酒精工場               | 酒精、冰糖製造                             | 入船町 |
| 多木合名会社及工場                       | 肥料、煤炭製造販売                         | 鹽埕町 |
| 台湾肥料株式会社及工場                   | 肥料製造                                   | 鹽埕町 |
| 高雄劇場株式会社                         |                                            | 堀江町 |
| 台湾製罐株式会社及工場                   | 製罐                                       | 三塊厝 |
| 台湾煉瓦株式会社高雄工場                 | 煉瓦製造販売                               | 三塊厝 |
| 東洋電化株式会社及工場                   | 生煤炭、炭化石灰製造                       | 前金   |
| 高雄労動需給組合                         | 労工供給                                   | 前金   |

高雄港駅が縦貫線の終着駅として設置され、当時は高雄市の中心地としてだけではなく高雄港近代化の発祥地として当時は最も繁栄していたが、高雄駅（現三民区へ）や州庁舎が移設され、商業地としての地位が徐々に低下していった。第二次世界大戦中は激しい空襲を受け、戦後は中華民国統治下で都心機能は東部への流失は加速、漁港機能が前鎮区に移転したことで鼓山市場も、高雄港第二港口の完成で貿易港・物流拠点としての地位低下も著しいものとなった。近年は往時の繁栄を取り戻す機運が高まり、市が街並み再生に乗り出しているほか、
高雄港駅施設跡周辺を「哈瑪星鉄道文化園区」と呼んだり、高雄捷運西子湾駅に接続する高雄ライトレールの駅名が哈瑪星駅となるなど、観光面で再び脚光を浴びるようになった。市政府（文化局と都市発展局）が地域コミュニティと共同で推進している「哈瑪星再興プロジェクト」は埋立地エリアのうち、旧山下町（1丁目）、旧新浜町（1丁目・2丁目）、そして旧湊町（1 - 5丁目）を指している。

## 年表

### 戦前
- 1900年（明治33年）11月29日 - 縦貫線打狗駅（初代高雄駅） - 台南駅間開通。
- 1908年（明治41年） - 縦貫線（基隆駅 - 打狗駅）全線開通。
- 1912年（明治45/大正元年） - 4年6期に及んだ総面積60,570坪の湊町埋立事業完成が宣告される[9]、現在の哈瑪星が正式に誕生。
- 1917年（大正6年） - 台南庁打狗支庁（中国語版）庁舎が哨船町（中国語版）から哈瑪星（湊町一丁目、現臨海二路北東側）に移転。
- 1920年（大正9年） - 行政区分再編で打狗支庁が高雄州高雄郡（中国語版）高雄街となり、山下町に州庁舎が設置され、元の支庁舎は郡役所となる。
- 1923年（大正12年）4月21日 - 午後1時28分、皇太子だった昭和天皇が台南から列車で高雄駅に到着し、高雄州庁庁舎（中国語版）、高雄第一尋常高等小学校（現鼓山国小）を訪問。
- 1924年（大正13年） - 高雄街が高雄市に昇格、市役所が湊町一丁目（現在の鼓波街）に設置される。郡役所は高雄警察署（中国語版）庁舎となる。
- 1931年（昭和5年） - 高雄州庁舎が愛河河岸（前金）に移転。
- 1941年（昭和16年）6月22日 - 高雄駅が大港埔（現三民区）に移転。
- 1944年（昭和19年）ごろ - 米軍の空襲が激化する。

### 戦後
- 1967年（民国56年） - 遠洋漁業の拠点機能が前鎮漁港（中国語版）に移転。
- 1975年（民国64年） - 高雄港高雄港第二港口が完工。
- 1984年（民国73年） - 高雄区漁会が前鎮に移転。
- 2008年9月14日 - 高雄捷運橘線西子湾駅開業。
- 2012年4月8日 - 現存していた戦前の建築群がある「広場第三類用地」（広三用地）は市政府に所有権があり、老朽化した建物を取り壊し撤去、跡地を駐車場や公園とする公告を出した。使用中の住民や文化団体が街頭デモを行うなど猛反発した[10]。
- 2015年4月29日 - 哈瑪星住民と国立中山大学の教師・学生が、西子湾隧道出入口に観光バスが溢れ住環境の悪化を招くとして大型バスの乗り入れ規制を市に要請した[11]。
- 2015年8月23日 - 台湾鉄路管理局が100年を超える歴史を有する旧高雄港駅構内のヤード跡を緑地化、カルチャースポットとした「哈瑪星鉄道文化園区」内の一部を開発用地として入札物件のリスト入りさせていたことに対し、周辺住民が抗議の意を発信すべく巨大な凧に反対声明を記して掲揚したり、緑地帯で「KEEP」の人文字をつくり空撮した画像を配信した[12]。
- 2016年6月30日 - 駁二芸術特区に哈瑪星台湾鉄道館が開業。
- 2017年
  - 9月26日 - 旧高雄港駅構内に高雄ライトレール哈瑪星駅開業。
  - 10月1日 - 当地で1ヶ月間「エコモビリティ世界フェスティバル」（生態交通全球盛典）が開催される[13][14]。

## 主な景勝地・施設
| - 打狗駅（高雄港駅） - 高雄捷運橙線・環状軽軌 哈瑪星駅 - 哈瑪星龍鳳宮（紅姑娘廟） - 文龍宮 - 哈瑪星駅 - 旧打狗駅故事館 - 高雄市武徳殿 | - 高雄港漁人碼頭 - 旧愛国婦人会館（現在の紅十字育幼中心） - 高雄市輪船鼓山輪渡站 - 新浜碼頭 - 打狗郵便局（現在の中華郵政鼓山郵局） - 高雄代天宮（旧高雄市役所跡地。現存せず） - 旧三和銀行高雄支店（戦後は新浜派出所、修復中） | - 山形屋書店（現在の壱弐楼古蹟餐庁） - 高雄警察署（今永光行） - 湊町市場（現在の鼓山第一公有市場） - 高雄市忠烈祠（高雄神社跡地） - 打狗尋常高等小学校（現在の鼓山国小） - 駁二芸術特区蓬莱倉庫群 - 哈瑪星台湾鉄道館 |

- 西子湾（旧哨船町、現在の哨船頭里（哨船街）は埋立地ではないため厳密には哈瑪星のエリアではないが、近年の観光案内では一体化されていることが多い）
  - 十八王公廟（中国語版）
  - 打狗英国領事館文化園区
  - 開台福徳宮（中国語版）
  - 雄鎮北門（中国語版）
  - 国立中山大学

### ギャラリー（戦前）

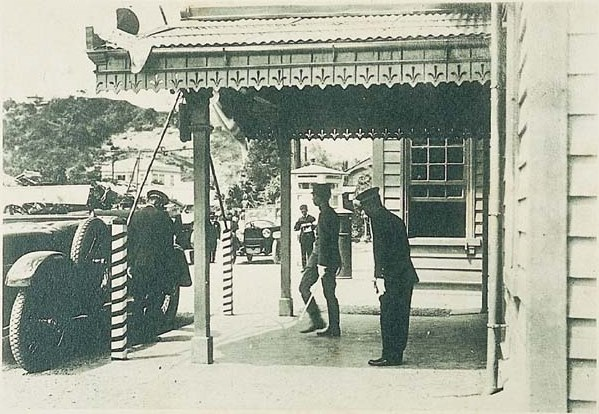
1923年旧高雄港駅に降り立った皇太子時代の昭和天皇
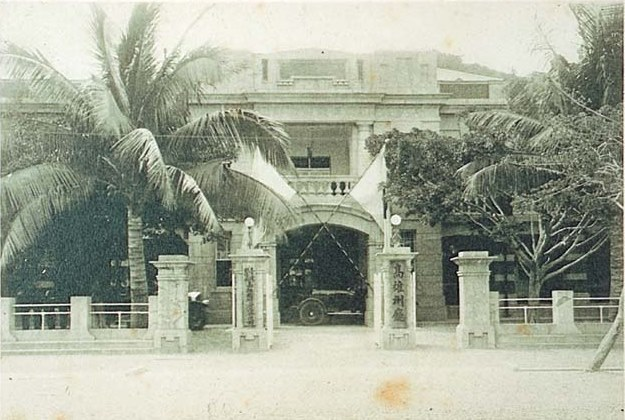
昭和天皇訪問時の初代高雄州庁舎
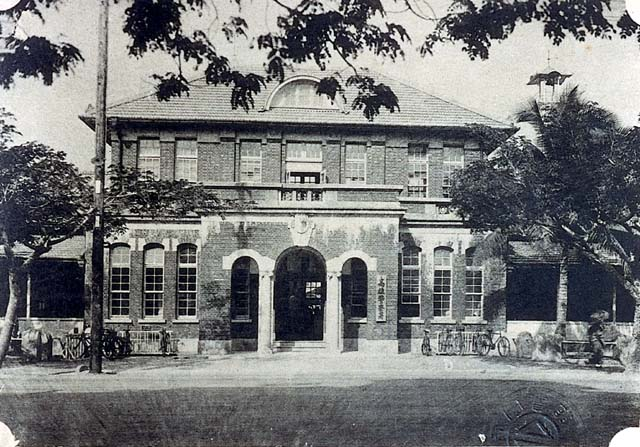
打狗支庁→高雄郡役所
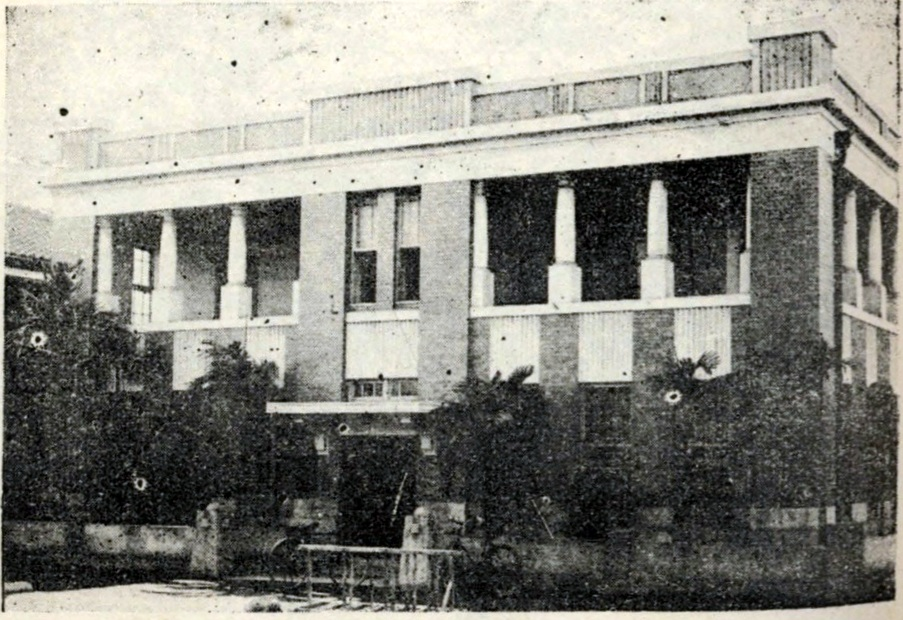
三十四銀行→旧三和銀行高雄支店
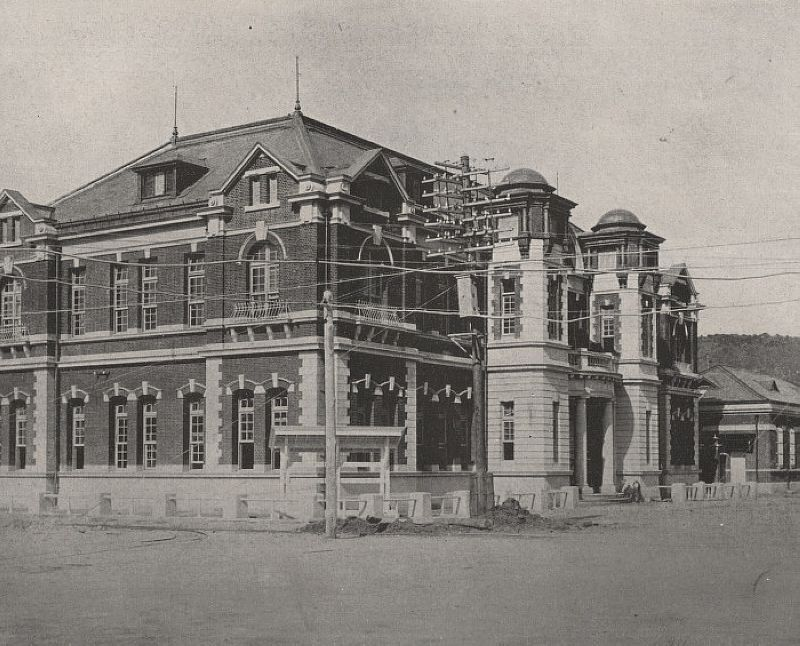
打狗郵便局
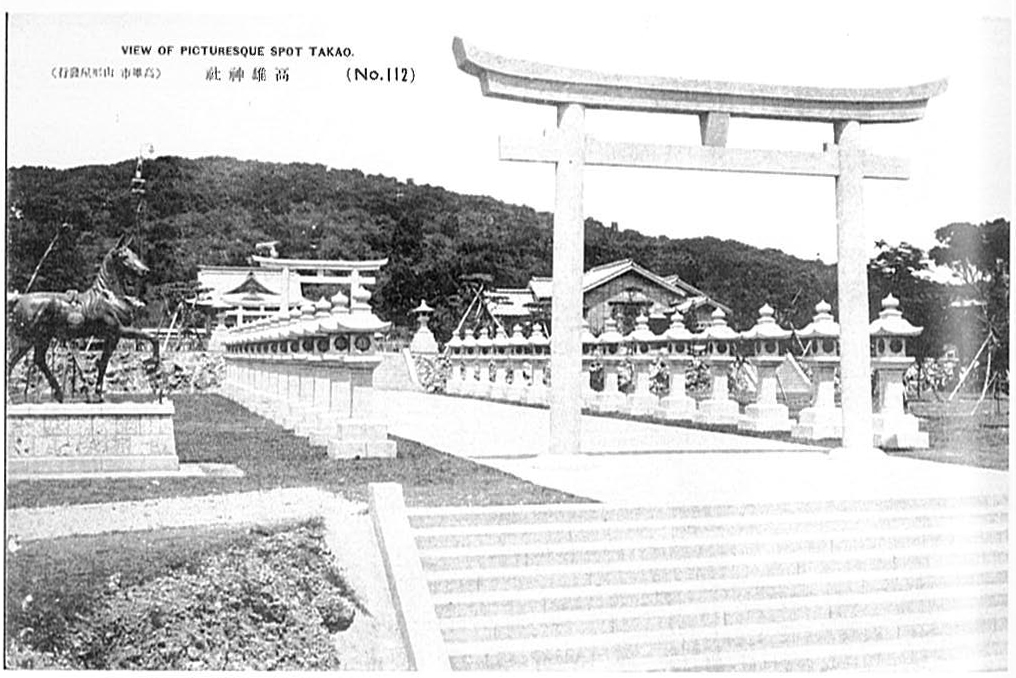
高雄神社（現存しない）

### ギャラリー（現代）

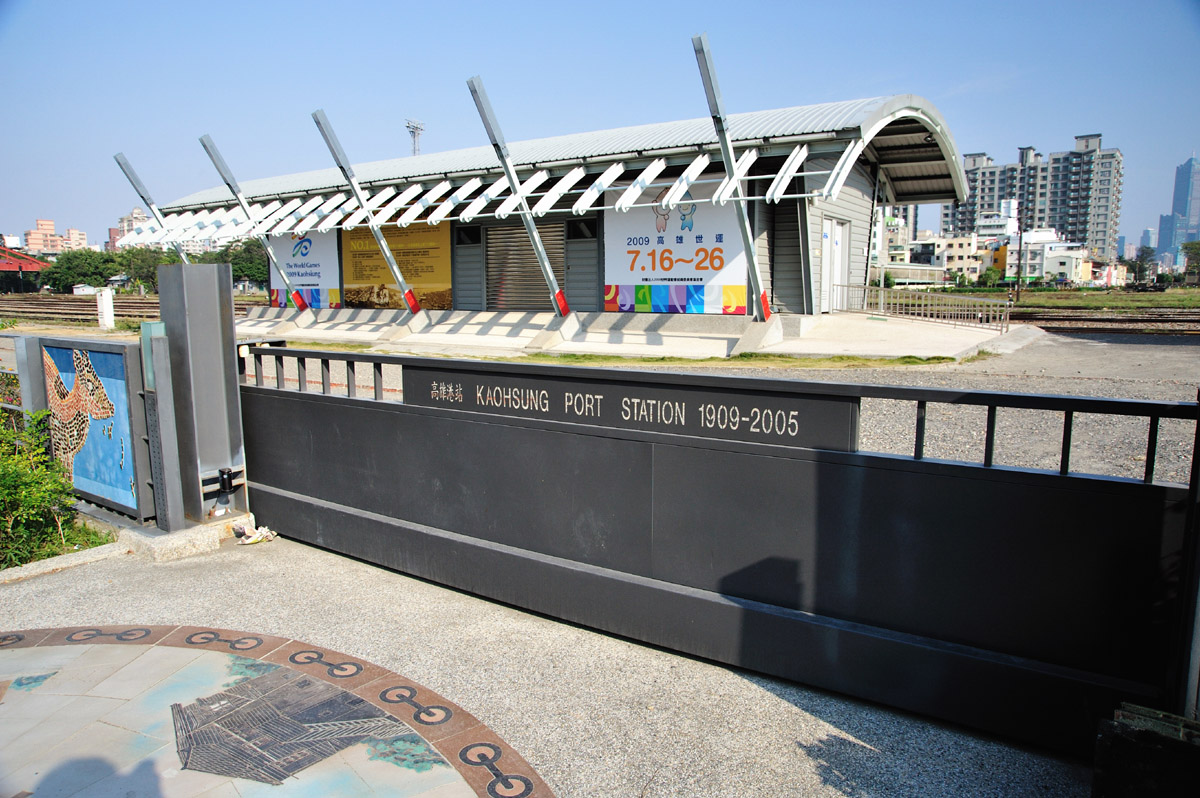
鼓山一路付近の高雄港駅調車場側門。
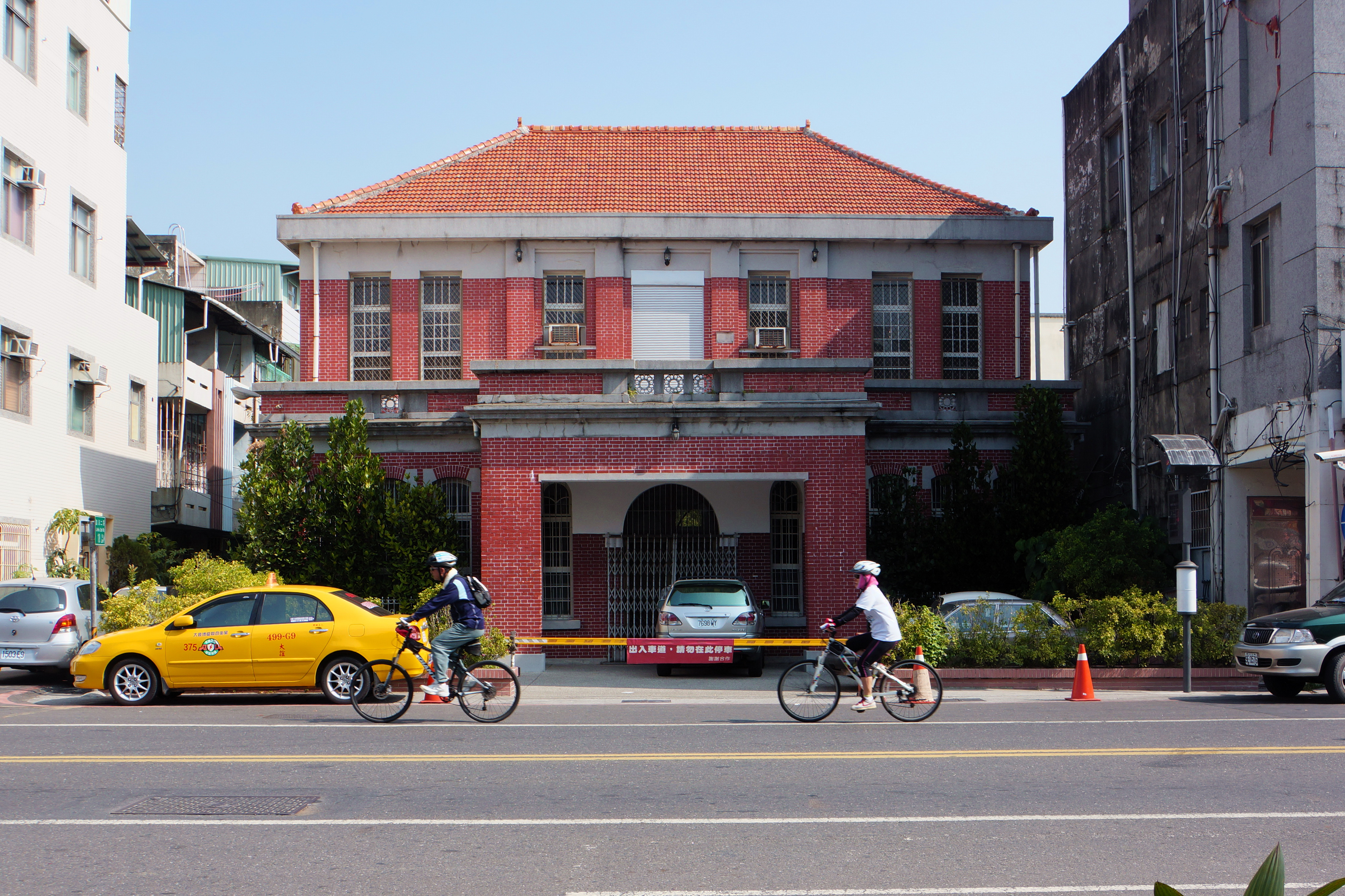
前高雄警察署の今永光行
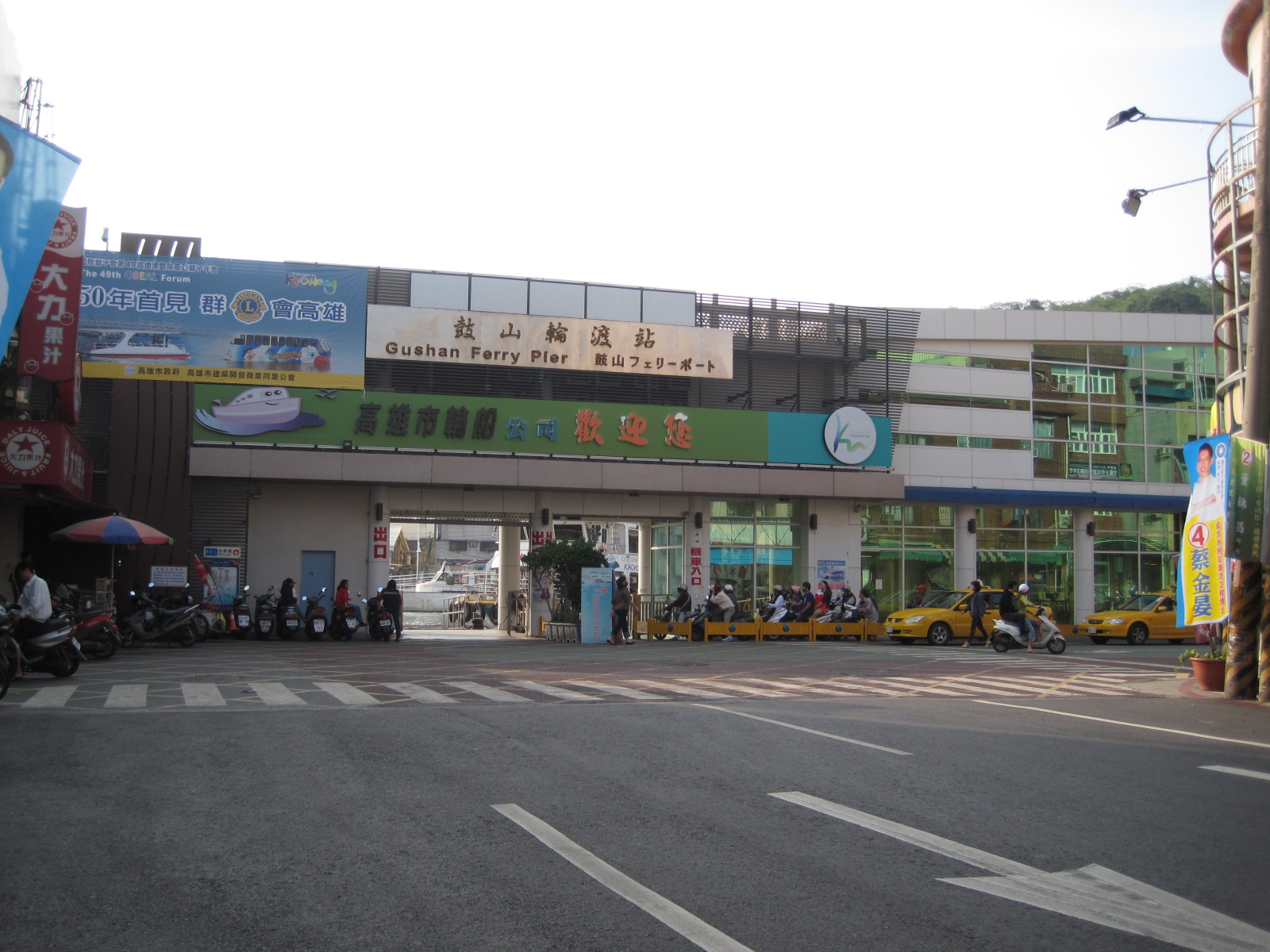
鼓山輪渡站
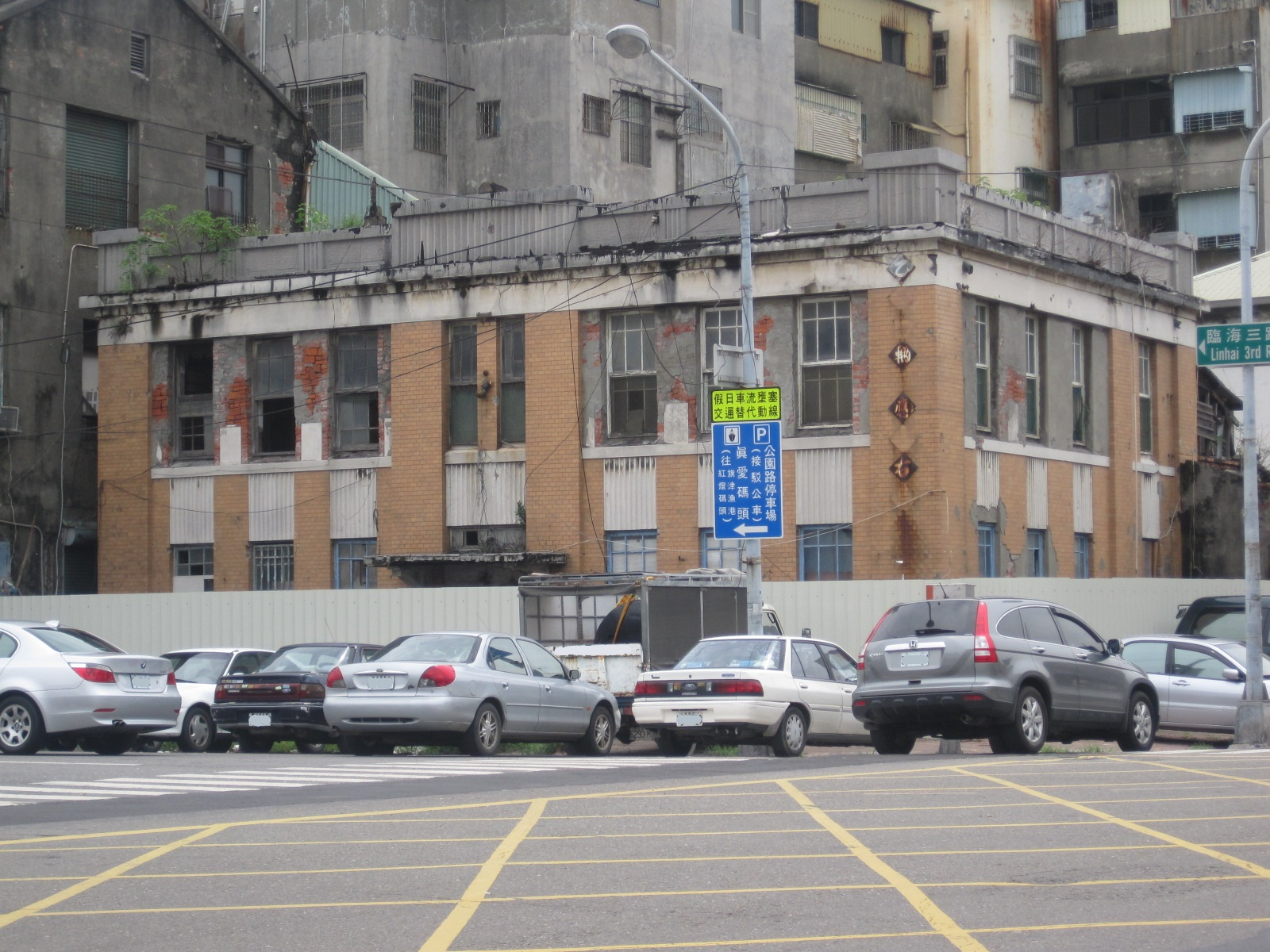
旧三和銀行→前新浜派出所
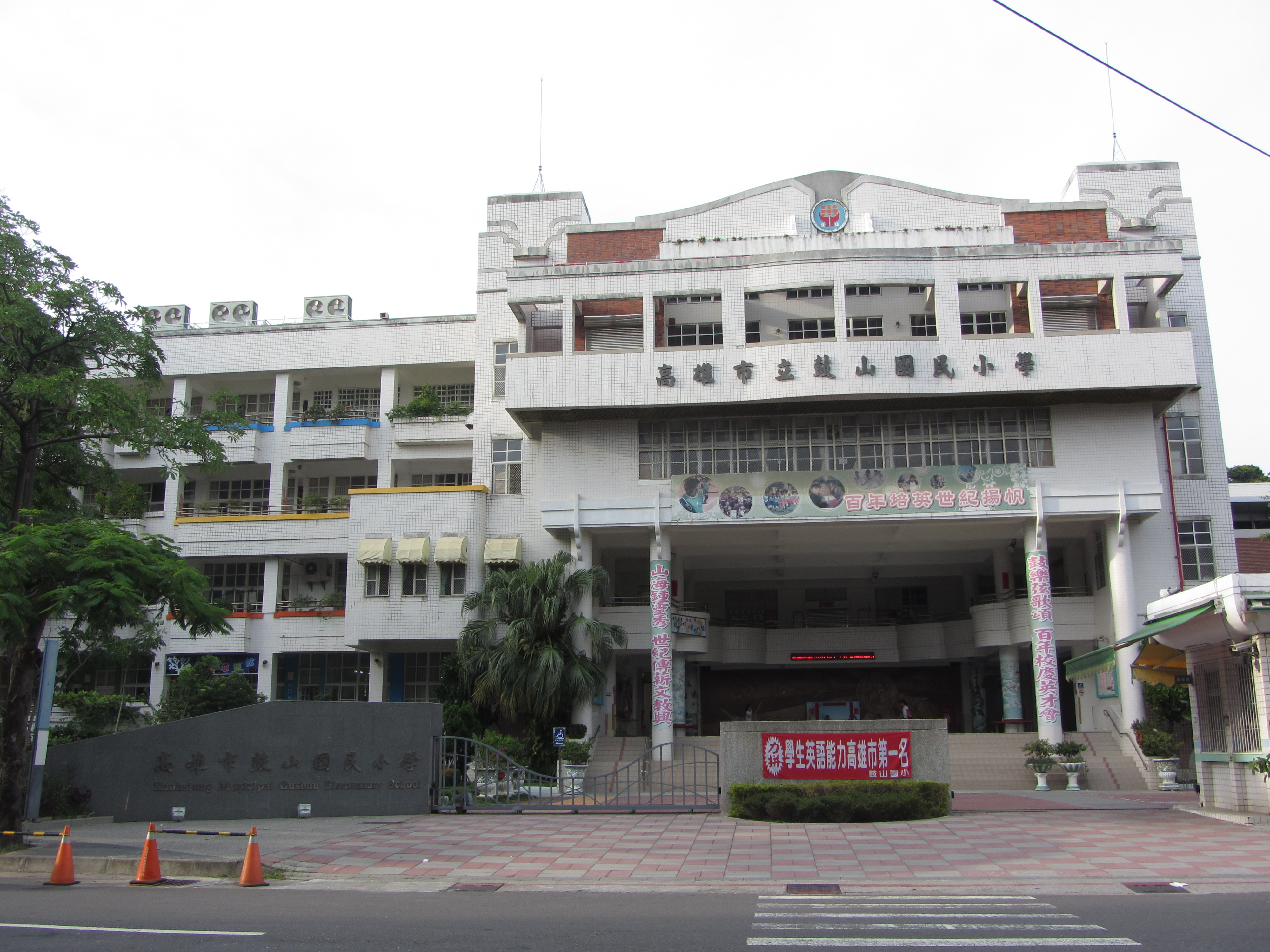
鼓山国小
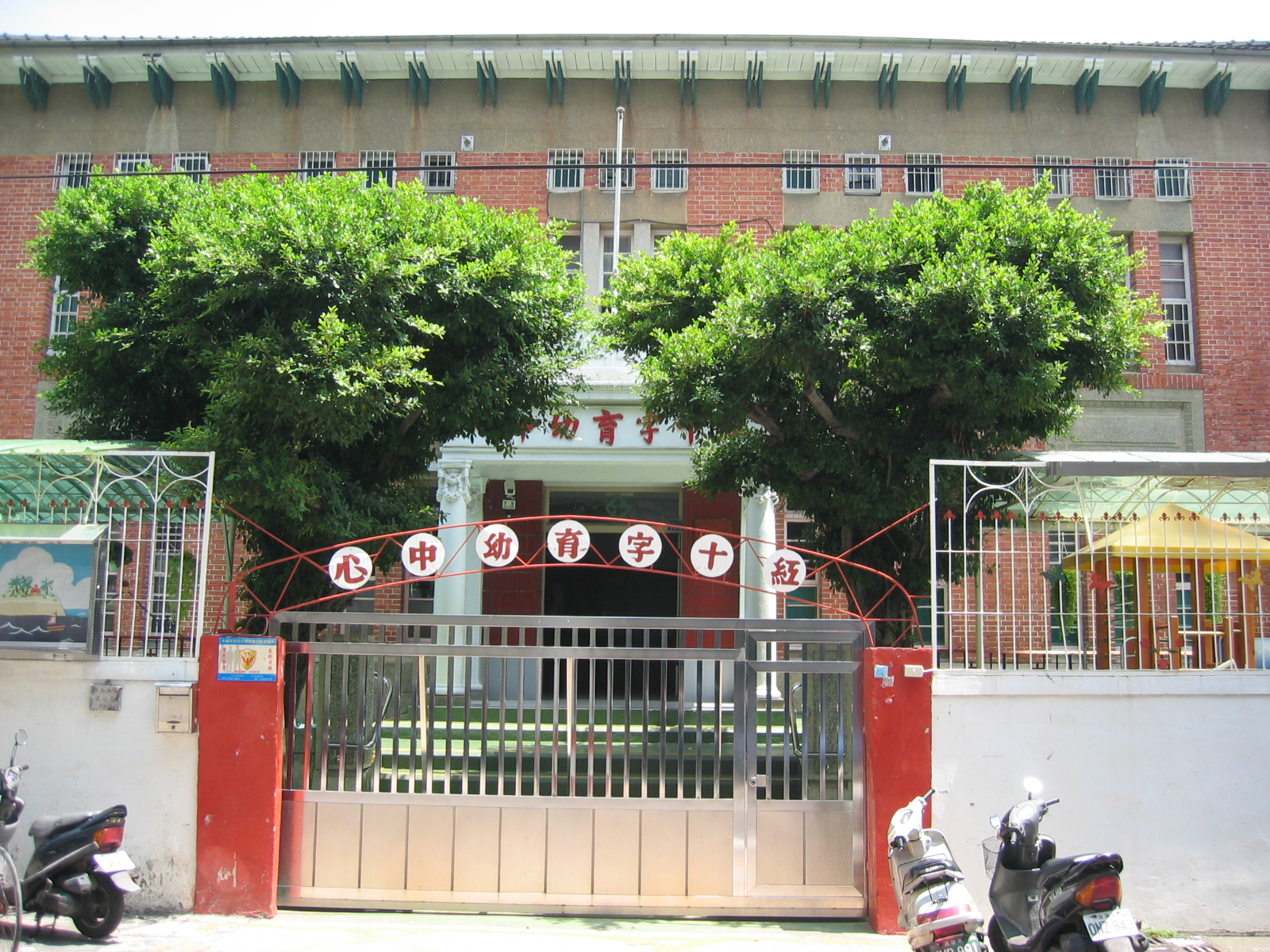
紅十字（旧愛国婦人会館）
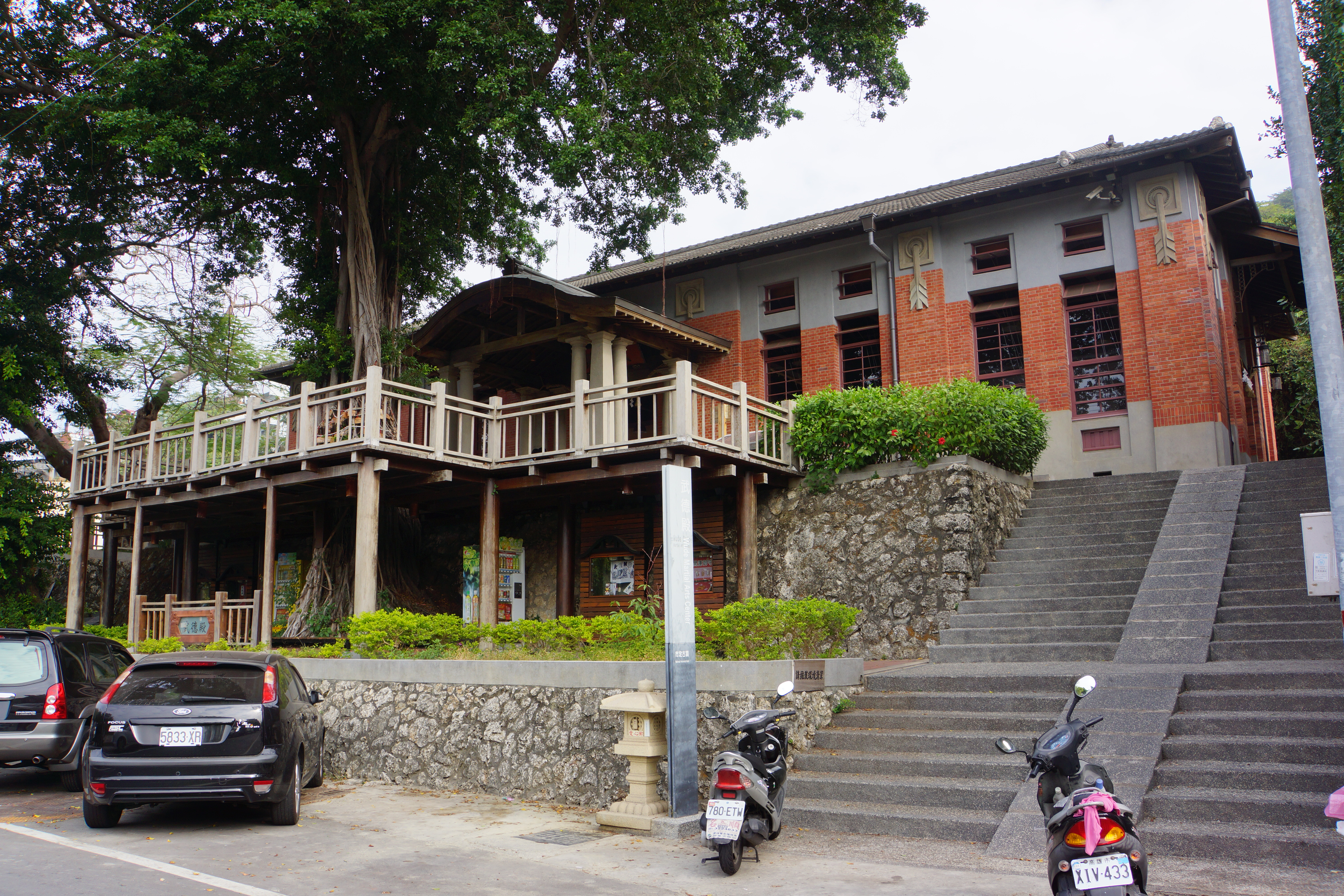
高雄市武徳殿
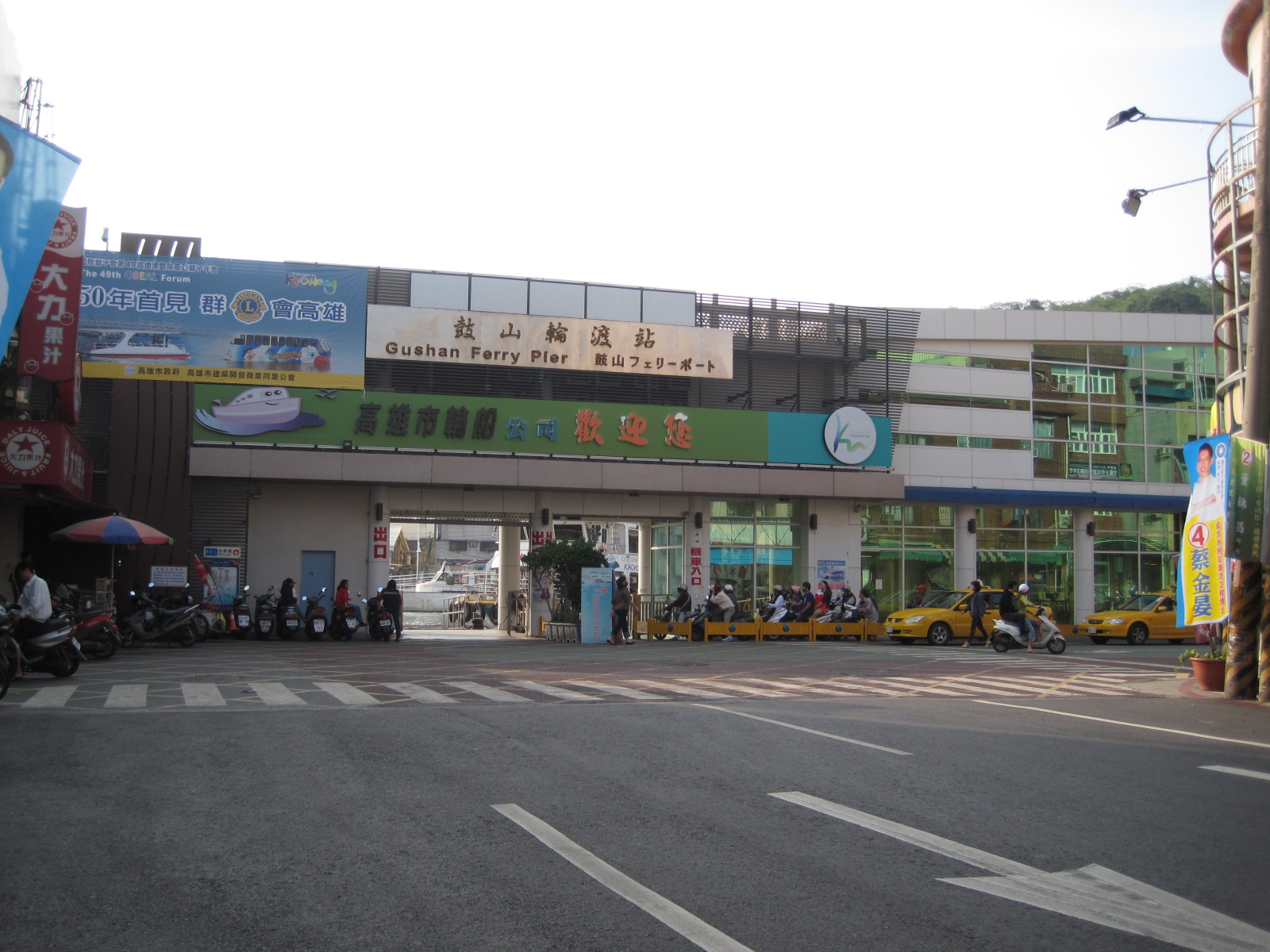
高雄市輪船鼓山輪渡站
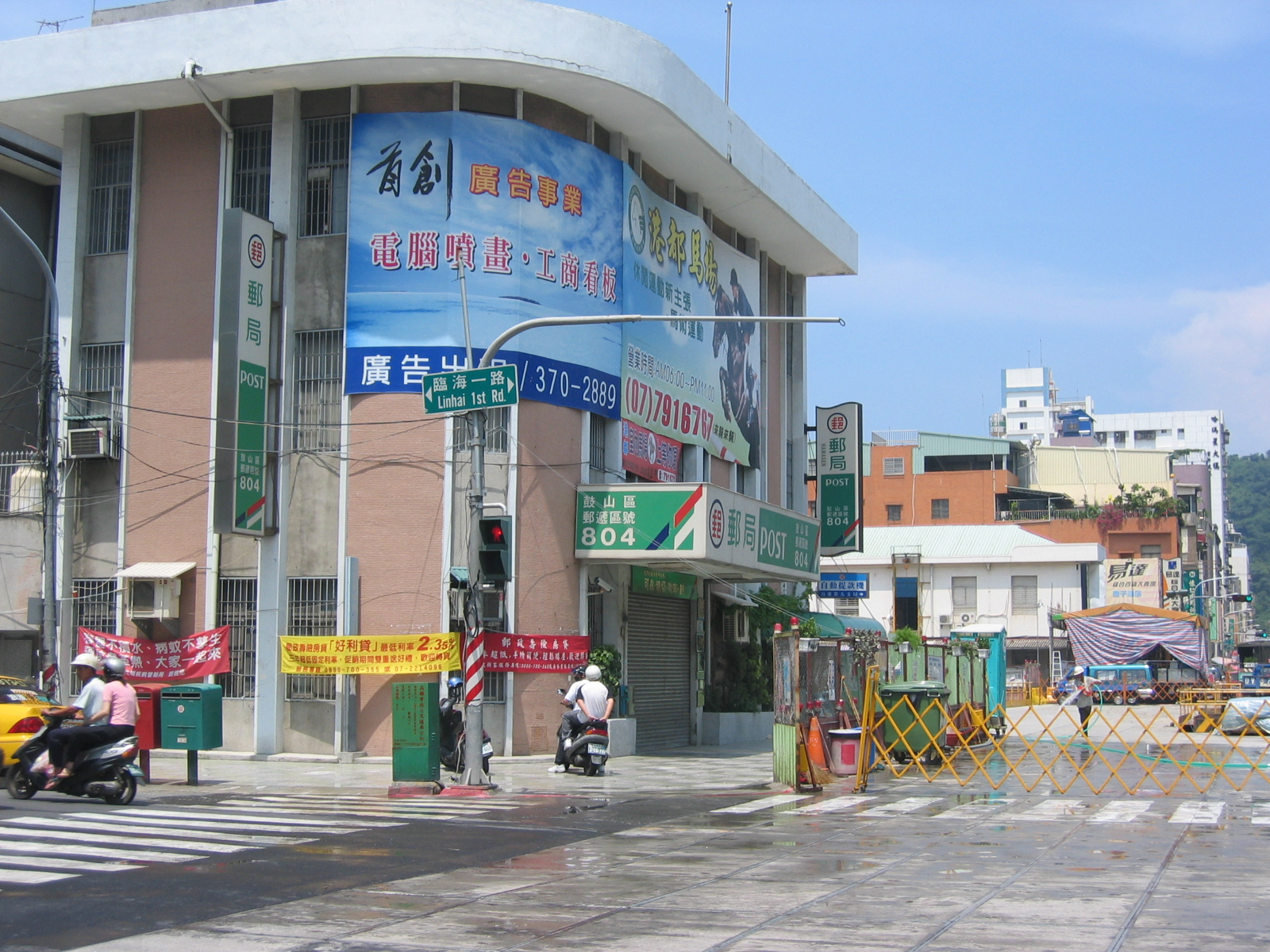
鼓山郵局（旧打狗郵便局）
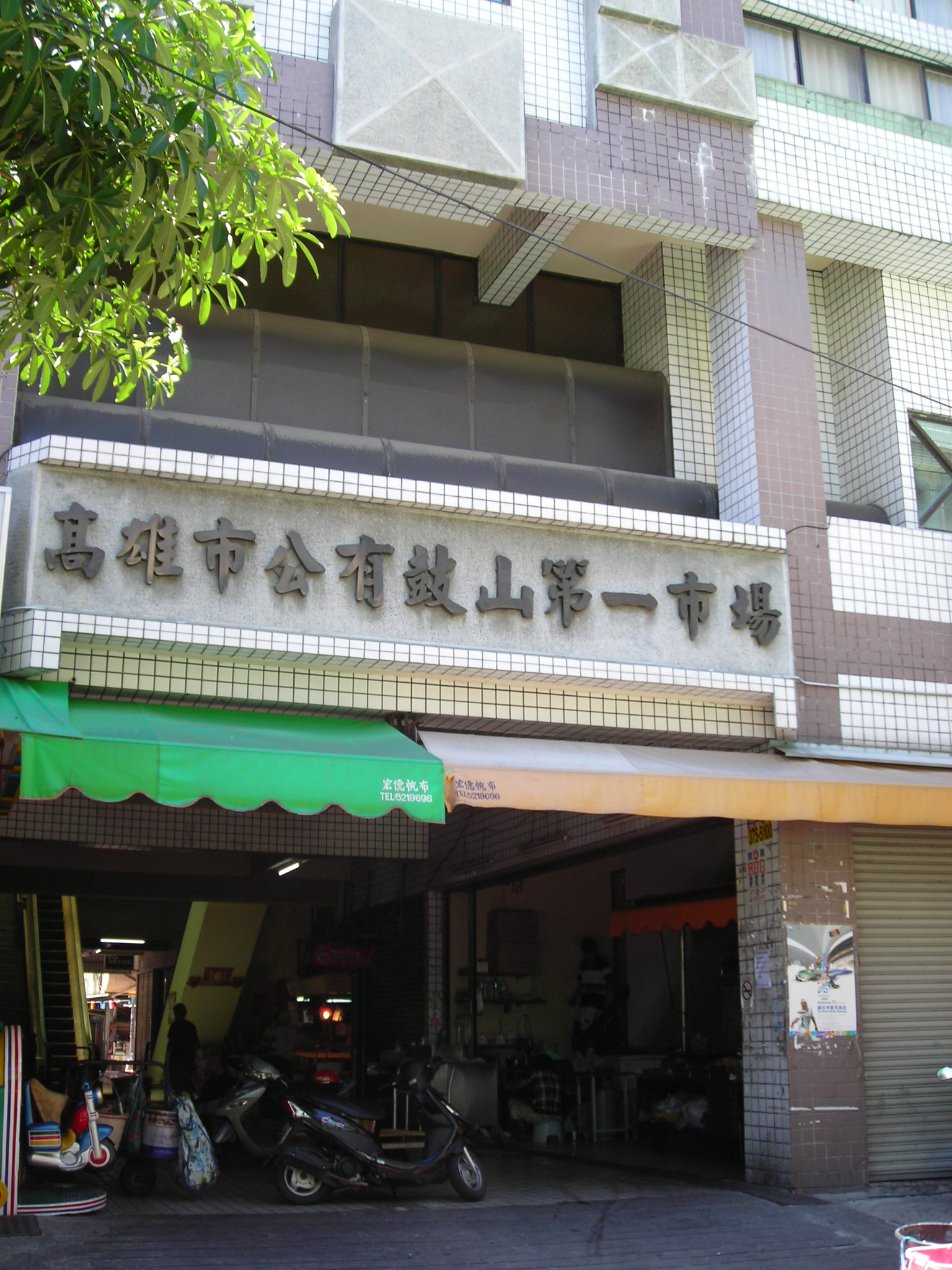
鼓山第一市場（旧湊町市場）
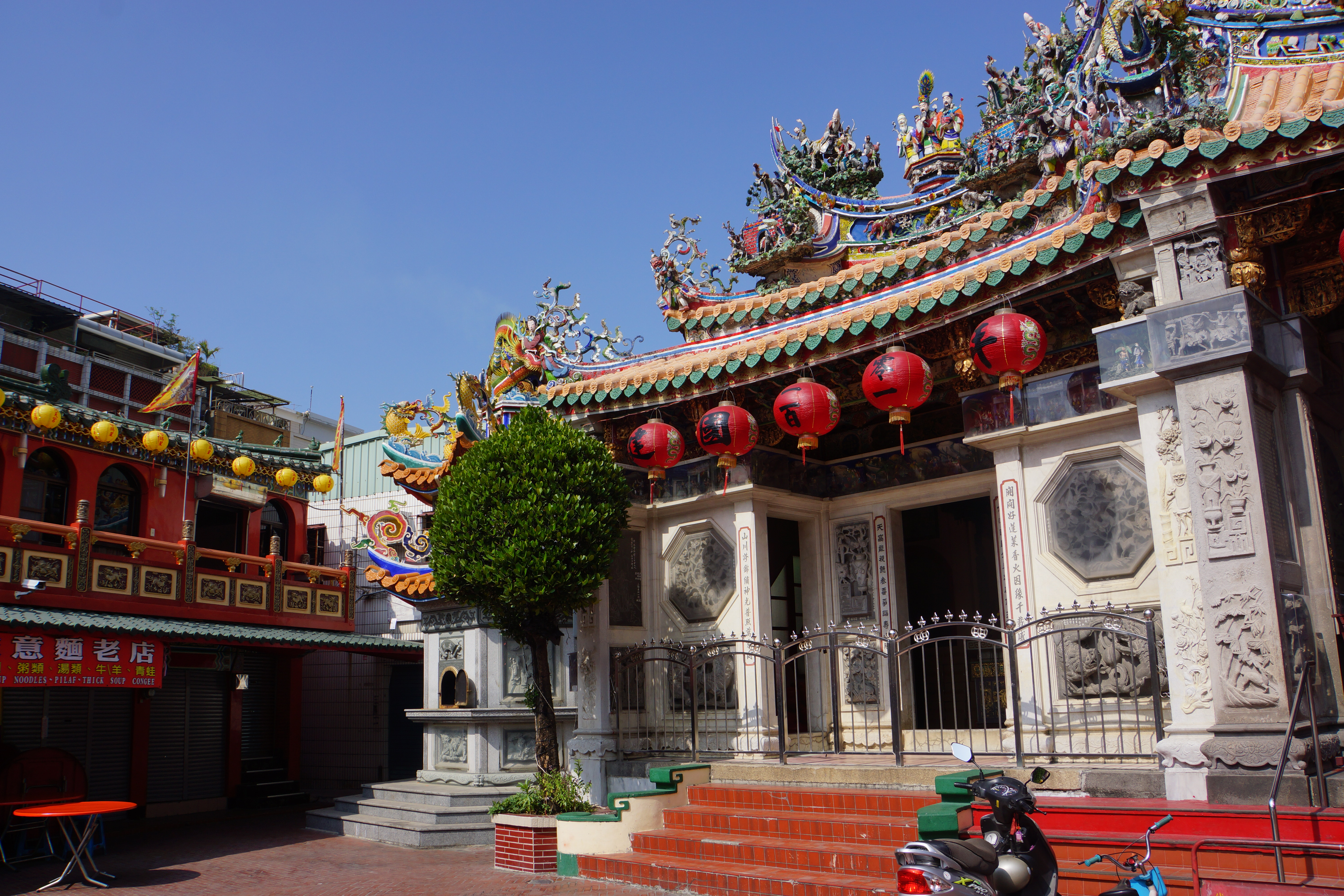
市役所跡地の代天宮
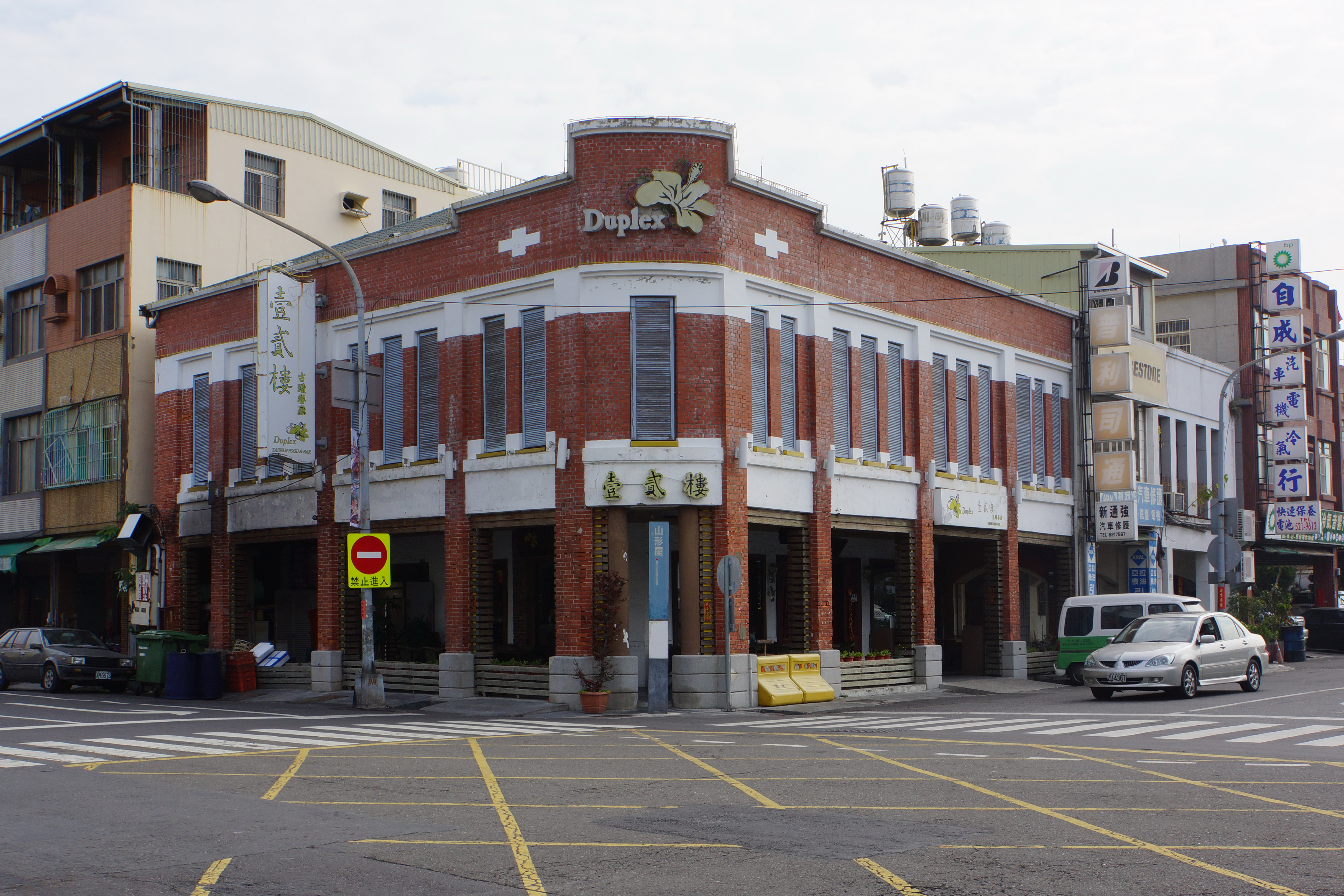
壱弐楼古蹟餐庁（旧山形屋書店）
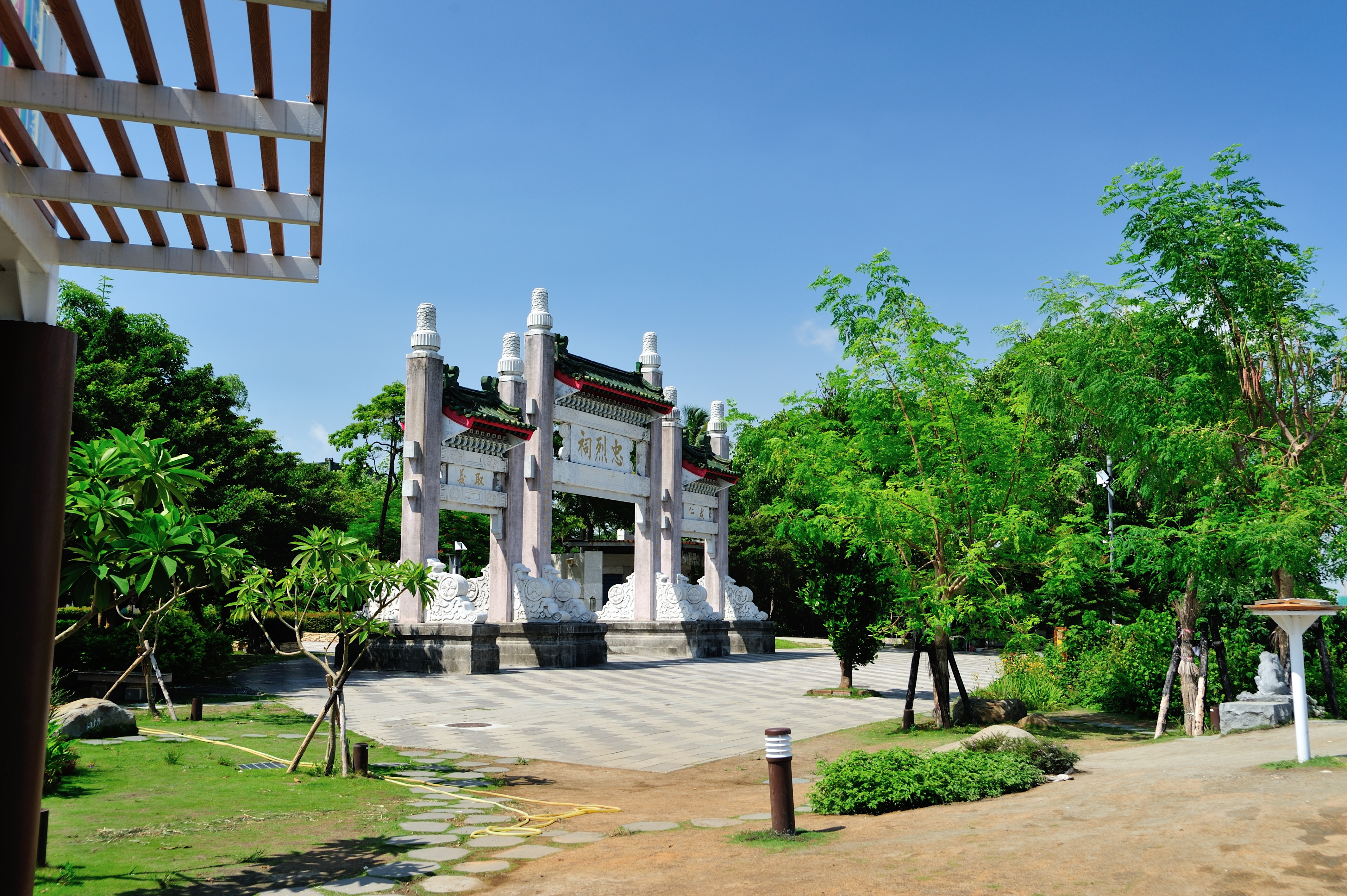
高雄忠烈祠

## 関連図書
- 打狗文史再興會社《濱線追憶》[15]
- 王聡威（中国語版）《濱線女兒》
- 米果《朝顏時光》
- 《藍鯨》創刊号特別編「哈瑪星」[16]
- 楊玉姿、張守真《哈瑪星的文化故事》
- 高雄市中正文化中心管理處《哈瑪星海洋的鏡像導覽手冊》
- 劉文放《高雄市旗鼓地區之文學地景書寫研究》
- 李文環、蔡侑樺、 黃于津、蔡佩蓉、佘健源 《高雄港都首部曲：哈瑪星》

## 当地出身の著名人
- 林易増（中国語版）：鼓山国小の少年野球部出身。元中華職棒兄弟エレファンツ選手、監督。現役時代は俊足巧打が売りで盗塁王も獲得したことから「盜帥」という異名で知られた。
- 洪一中：鼓山国小の少年野球部出身。兄弟エレファンツや高屏雷公で活躍した元中華職棒プロ野球選手。

## 当地関連の著名人
- 杉本音吉（中国語版）
- 大坪與一（中国語版）
- 吉井長平（中国語版）
- 古賀三千人